# سي. دبليو. دين
سي. دبليو. دين هو سياسي أمريكي، ولد في 1837، وتوفي في 1914. نشط حزبياً في الحزب الجمهوري. وقد انتخب عضو مجلس نواب ميشيغان ‏.